# Inlichtingen voor duivenliefhebbers
Inlichtingen voor duivenliefhebbers is een Vlaams radioprogramma dat op Radio 1 uitgezonden wordt en zich op de liefhebbers van duivensport richt. Het is een van de langst lopende programma's op de Vlaamse radio, samen met Het Journaal, Het Soldatenhalfuurtje, Opera en Belcanto, Het Schurend Scharniertje en Vragen staat vrij.

## Concept
Elke uitzending duurt ongeveer één minuut en werd traditioneel vlak voor het journaal geprogrammeerd. De presentator leest hierbij de weersgesteldheid op de vluchtlijnen voor en kondigt de lossingsuren aan.

## Geschiedenis
De eerste uitzending van de Inlichtingen voor duivenliefhebbers vond plaats met Pasen in 1929 rond de tijd dat de eerste reguliere radio-uitzendingen in België ook van start gingen. De berichten waren toen deels in het Nederlands, deels in het Frans. Van 1947 tot 1977 werd de berichten afwisselend voorgelezen door Gaby Moortgat en Wim De Lathouwer. Van 1977 tot 2015 werden de uitzendingen verzorgd door Johan Roggen. De berichten zijn sinds de lente van 2004 via Sporza Radio, AM, DAB en het internet te beluisteren.

## Herkenningsmelodie
Het bekende kenwijsje dat iedere uitzending inleidt werd pas vanaf de jaren 60 toegevoegd. Het is een instrumentale versie van Bobbejaan Schoepen's nummer 'k Zie zo gere m'n duivenkot (1949). Volgens het archief van de Vlaamse openbare omroep is het een van de vaakst aangevraagde radio-beginmelodieën.